# Invincible (Michael Jackson)
Invincible är ett musikalbum av Michael Jackson som släpptes den 30 oktober 2001. Musikaliskt R&B. Jackson fick hjälp av bland andra producenten Rodney "Darkchild" Jerkins. Bara två musikvideor spelades in till Invincible: "Cry" och "You Rock My World". Albumet har sålt i minst 13 miljoner exemplar världen över, det blev Michael Jacksons sista album.

## Låtlista
Alla låtar är skrivna av Michael Jackson om inget annat namn anges.
1. "Unbreakable" (Michael Jackson, Rodney "Darkchild" Jerkins, Fred Jerkins III, LaShawn Daniels, Nora Payne, Robert Smith) – 6:26
2. "Heartbreaker" (Michael Jackson, Rodney "Darkchild" Jerkins, Fred Jerkins III, LaShawn Daniels, Mischke Butler, Norman Gregg) – 5:09
3. "Invincible" (Michael Jackson, Rodney "Darkchild" Jerkins, Fred Jerkins III, LaShawn Daniels, Norman Gregg) – 4:46
4. "Break of Dawn" (Dr. Freeze, Michael Jackson) – 5:29
5. "Heaven Can Wait" (Michael Jackson, Teddy Riley, Andreao Heard, Nate Smith, Teron Beal, Eritza Laues, Kenny Quiller) – 4:49
6. "You Rock My World" (Michael Jackson, Rodney "Darkchild" Jerkins, Fred Jerkins III, LaShawn Daniels, Nora Payne) – 5:39
7. "Butterflies" (Andre Harris, Marsha Ambrosius) – 4:40
8. "Speechless" (Michael Jackson) – 3:18
9. "2000 Watts" (Michael Jackson, Teddy Riley, Tyrese Gibson, JaRon Henson) – 4:24
10. "You Are My Life" (Michael Jackson, Babyface, Carole Bayer Sager, John McClain) – 4:33
11. "Privacy" (Michael Jackson, Rodney "Darkchild" Jerkins, Fred Jerkins III, LaShawn Daniels, Bernard Belle) – 5:05
12. "Don't Walk Away" (Michael Jackson, Teddy Riley, Richard Carlton Stites, Reed Vertelney) – 4:24
13. "Cry" (R. Kelly) – 5:00
14. "The Lost Children" (Michael Jackson) – 4:00
15. "Whatever Happens" (Michael Jackson, Teddy Riley, Gil Cang, Jasmine Quay, Geoffrey Williams) – 4:56
16. "Threatened" (Michael Jackson, Rodney "Darkchild" Jerkins, Fred Jerkins III, LaShawn Daniels) – 4:18